# Sermon

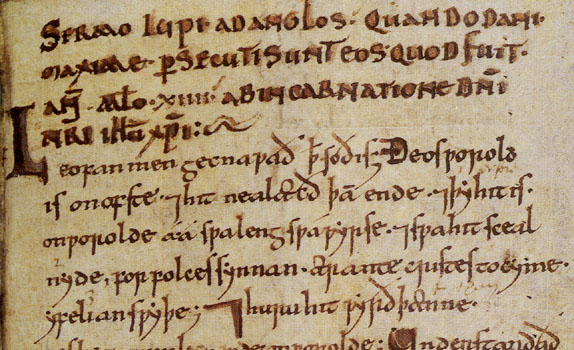
Page manuscrite d'un sermon de Wulfstan (mort en 1023), le Sermo Lupi ad Anglos, conservé à la British Library.

Un sermon, du latin sermo (« conversation, conférence »), est un discours prononcé lors d'une célébration religieuse. Dans les religions abrahamiques, le prédicateur, ou prêcheur, adresse à l'assemblée un message d'ordre éthique ou théologique, fondé sur les Écritures, Bible ou Coran, tout en expliquant les applications pratiques que les fidèles peuvent mettre en œuvre.

## Judaïsme

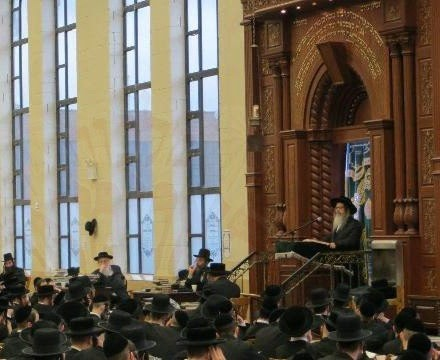
Le Satmar Rebbe donnant un sermon dit dvar Torah dans la Yeshiva Satmar

Les premiers sermons ou en hébreu derashot (singulier derashah, דרשה), les homélies synagogales voire les divréi Torah, datent d'Esdras (Bible) qui faisait suivre la lecture de la Torah par quelques explications destinées aux fidèles. Ces homélies étaient partie intégrante de la liturgie juive.
Le chercheur Maurice Sachot souligne le « déplacement » de l'homélie vers la fin de l'office dans les synagogues de Galilée, à l'époque de Jésus, alors qu'auparavant elle se situait vers le milieu : ce changement permettait de plus longs développements.
Au fil des siècles, l'homélie synagogale a varié tant dans le fond que dans la forme, privilégiant l'explication didactique ou la métaphore, l'anecdote ou l'allégorie.
Les derachot prononcées à la synagogue ou dans une salle des fêtes par les jeunes garçons devant l'assemblée, lors de leur cérémonie de Bar-mitsva, et portant en général sur la section hebdomadaire de la Torah qu'ils ont étudiée et lue, en sont un exemple particulier.

## Christianisme

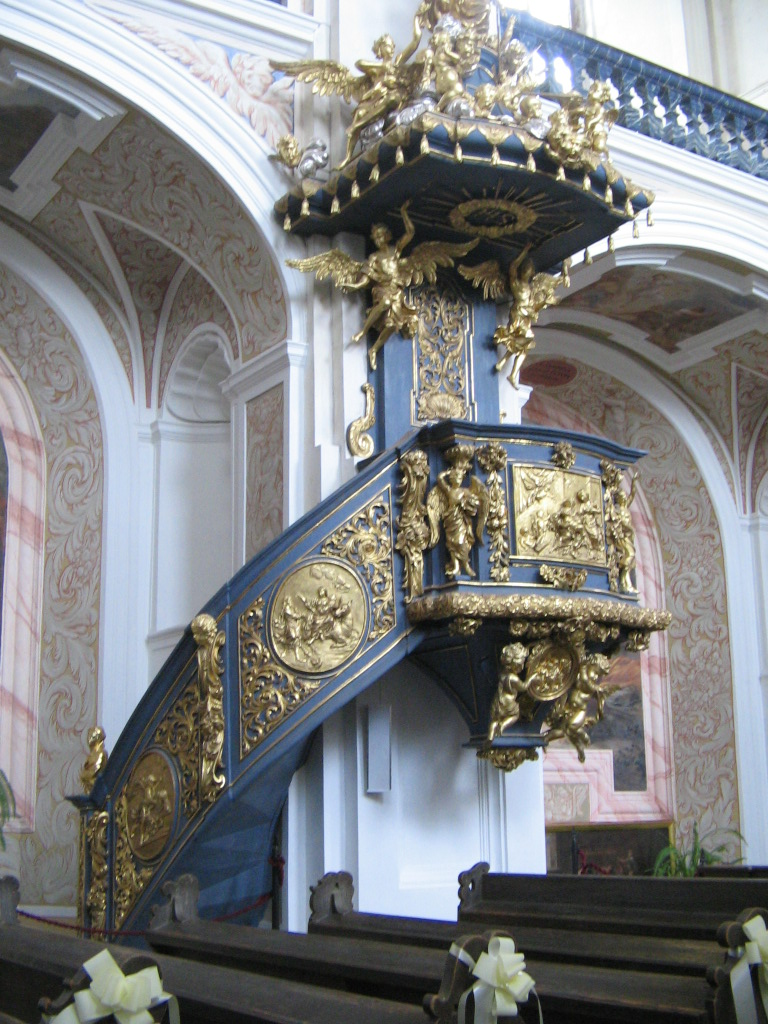
Chaire de l'église abbatiale de Grüssau

Le sermon des différentes Églises chrétiennes prend son origine dans l'homélie synagogale qui existait dans le monde juif à l'époque de Jésus . Comme tous les rabbins, Jésus avait pour habitude de donner des sermons pour enseigner ses disciples, notamment le sermon sur la montagne, prononcé en plein air et cité dans l'Évangile selon Matthieu aux chapitres 5, 6 et 7. Il a aussi donné des sermons dans des synagogues, notamment celle de Nazareth, épisode relaté dans l’Évangile selon Luc au chapitre 4.
Le sermon  explique les mystères de la foi et les préceptes de la vie chrétienne à partir des textes scripturaires de la liturgie du moment.
Dans l'Espagne du bas Moyen Âge, les prédicateurs utilisaient « différentes techniques de persuasion visant à combiner la propagande doctrinale et les préoccupations quotidiennes des masses. Certains des plus ardents […] provoquèrent des défis publics et des disputations qui obligeaient les Juifs à assister aux sermons prononcés dans les églises, les synagogues et autres lieux publics et furent à l’origine d’émeutes, de nombreuses pertes en vies humaines et de dommages matériels. »

### Catholicisme
Dans le catholicisme, le sermon prend place après la lecture de l'Évangile pendant la messe. Il est aussi appelé homélie — surtout depuis la réforme liturgique de Vatican II — dans le cadre d'une célébration eucharistique. Pour des raisons d'acoustique, avant la sonorisation des églises dans les années 1960, les sermons étaient prononcés du haut d'une chaire et plus rarement depuis un ambon.

### Protestantisme

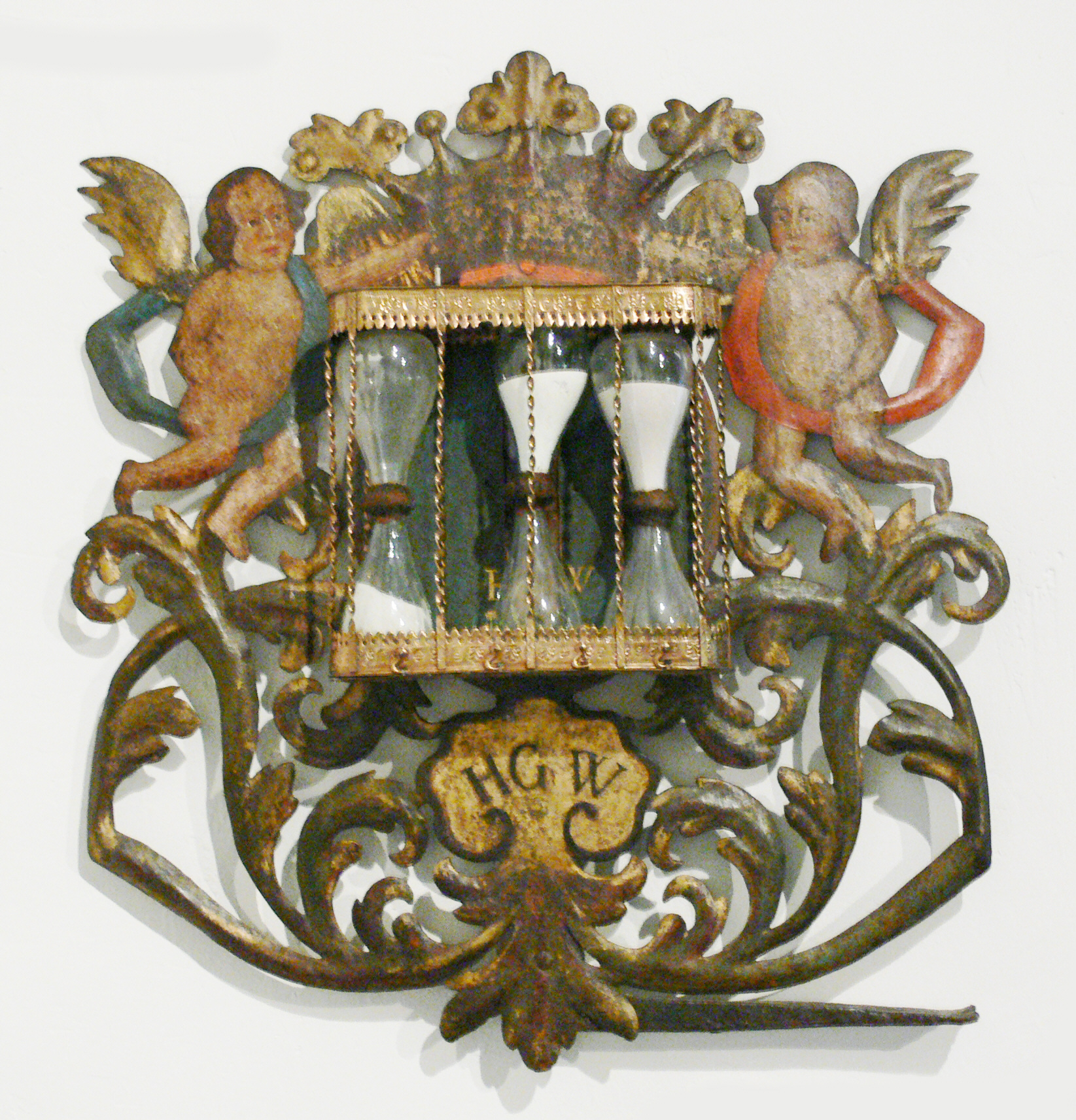
Des sabliers placés sur la chaire pouvaient réguler le temps de prédication des pasteurs. Exemplaire de 1776, Museum für Thüringer Volkskunde, Erfurt.

Dans le protestantisme, le culte est centré sur la lecture de la Bible et sur le sermon.

### Christianisme évangélique
Dans le christianisme évangélique, le sermon est souvent appelé message. Il occupe une place importante dans le services, soit la moitié du temps, environ 45 à 60 minutes, , ,. Ce message peut être supporté par un powerpoint, des images et des vidéos,. Dans certaines églises, les messages sont regroupés dans des séries thématiques. Celui qui apporte le message, est en général un  pasteur  formé dans un institut de théologie. Les sermons évangéliques sont diffusées à la radio, sur des chaines de télé (télévangélisme), dans Internet, sur des  portails web, sur le site web des églises,, et via des médias sociaux comme YouTube et Facebook.

## Islam
Dans l’islam, la khutba est le nom arabe du sermon délivré par l'imam lors de la prière du vendredi et lors des deux Eid/ʿīd. Dans le sunnisme, la khutba est impérative : sans elle, la prière du vendredi ne serait pas valide.

## Bouddhisme

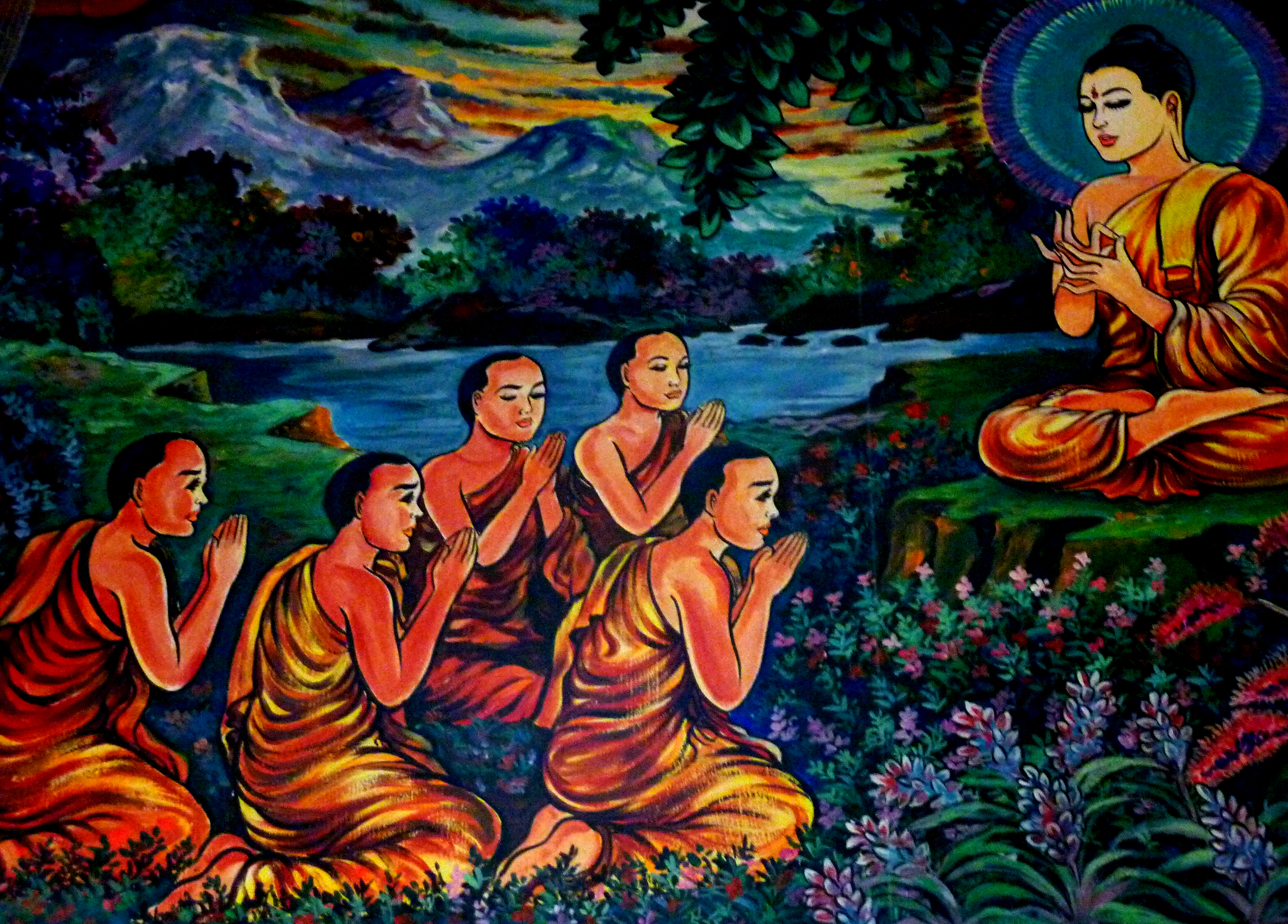
Représentation du premier sermon du bouddha Siddhartha Gautama à ses cinq premiers disciples.

Le bouddha Siddhartha Gautama a donné un certain nombre de sermons qui sont regroupés sous forme de sutra,. Le premier d'entre eux est le « sermon de Bénarès », prononcé 49 jours après qu'il a atteint l'éveil.
Les religieux bouddhistes peuvent donner des sermons en s'appuyant sur des textes du canon bouddhique comme le Dhammapada. Au Japon, le sekkyō est une forme particulière de sermon.